# Brahma
För andra betydelser, se Brahma (olika betydelser).
Den här artikeln handlar om den hinduiska guden Brahma. För den hinduiska världssjälen, se Brahman. För den hinduiska kasten, se Brahmin.

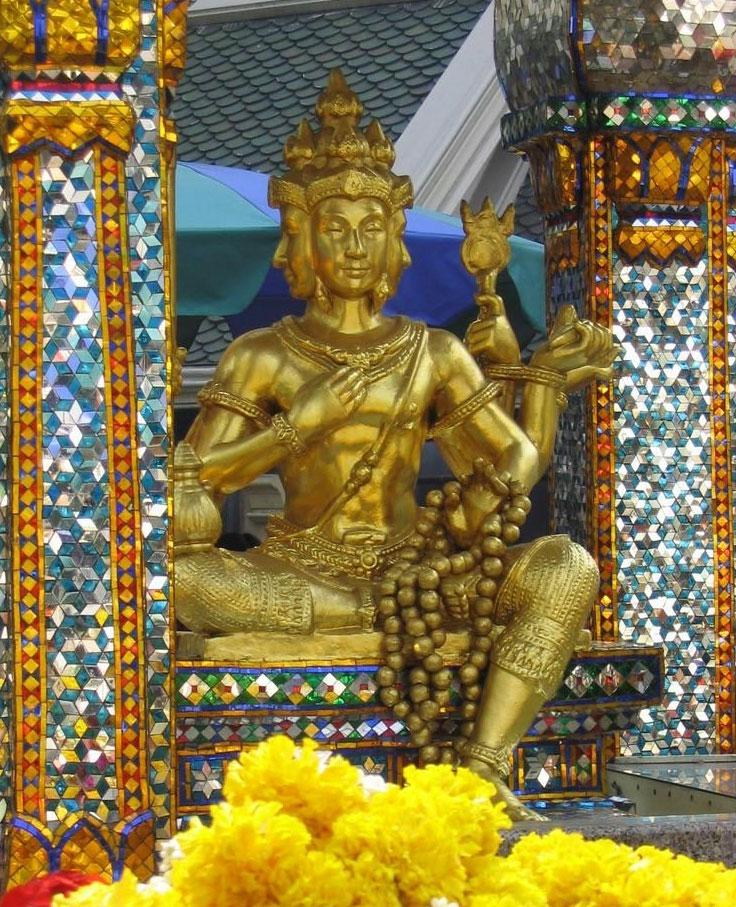
Staty över Brahma i Bangkok, Thailand

Brahma är en gud inom hinduismen som representerar världens skapare. Det var han som gav alla människor och djur offersked och ett radband. Med dessa föremål är det meningen att man ska påminnas om att be, studera de heliga skrifterna och att rena sig med vatten. 
Brahma skapade kvinnan ur ett stycke kött ur sin egen kropp, hon var det vackraste och ljuvligaste han visste. Men kvinnan var blyg och gömde sig hela tiden så Brahma sköt upp tre extra huvuden ur kroppen så att han kunde se åt alla fyra väderstreck samtidigt. Då kunde inte kvinnan gömma sig längre, de fick barn och på så sätt födde hon människosläktet. Alla gudar har ett speciellt attribut och Brahma har en lotusblomma vilket symboliserar att han kommer från sig själv och inte är avlad. På bilder brukar han även avbildas med Vedaböckerna i handen. 